# Purpuricenus lameerei
Purpuricenus lameerei là một loài bọ cánh cứng trong họ Cerambycidae.